# 大葉貞蕨
大葉貞蕨（学名：Cornopteris banajaoensis）为蹄蓋蕨科貞蕨屬下的一个种。